# أرتور فيرا
أرتور فيرا (بالإسبانية: Arturo Vera)‏ هو سياسي أرجنتيني، ولد في 19 مارس 1946 في الأرجنتين. حزبياً، نشط في الاتحاد المدني الراديكالي. وقد انتخب عضو مجلس الشيوخ الأرجنتيني.